# 大寮路
大寮路（Daliao Rd.）是高雄市大寮區的東西向主要道路，連接大寮市郊。起端於鳳林三路口，過光明路、上寮路口後，延續台88線橋下平面側車道編號市道188號；並於華中路口銜接萬大大橋橫跨高屏溪至屏東縣萬丹鄉，而大寮路平面最後止於台29線。因本道路連結台88線，所以也是高雄市、屏東縣兩地之間往來重要的東西向快速公路橋下路段之一。

## 行經行政區域
- 大寮區（大寮里）

## 沿線設施
（由西至東）
- 鳳林三路
- 鳳林夜市
- 山隆加油站大發站
- 極光精舍
- 大寮區農會大寮辦事處
- 新福市場
- 員宏五金百貨食品大賣場
- 大發開封宮包公廟（開封街120號）
- 全家便利商店大發開封店
- 7-Eleven開封門市
- 高雄市立國民小學（页面存档备份，存于）暨附設幼稚園（大寮路740號）
- 大發郵局
- 大寮玉旨三龍堂（大寮路779巷17號）
- 大寮朱奉宮
- 7-Eleven米奇門市
- 萊爾富光明店
- 大發工業區
- 大發交流道
- 台糖加油站大發站
- 萬大大橋
- 台29線、潮寮路
- 萬大橋河濱公園

## 公車資訊
- 高雄客運
  - 8001 高雄－鳳山－林園（經高雄市政府四維行政中心、雄商）
- 東南客運
  - 橘20B 捷運大寮站－高雄監獄－上寮
  - 橘20D 捷運大寮站－大發工業區－潮寮國中

## 公共自行車
- 高雄市公共自行車租賃系統：
  - 國小：大寮路/周廣街(西南側)

## 外部連結
- 交通部公路總局（页面存档备份，存于）